# Jean Paul Timoléon de Cossé-Brissac, vévoda de Brissac
Jean Paul Timoléon de Cossé-Brissac, vévoda de Brissac (francouzsky Jean-Paul-Timoléon de Cossé-Brissac, 7. duc de Brissac, marquis de Cossé, seigneur d'Ormeilles, Damville et Montigny-sur-Aire) (12. října 1698 Paříž – 17. prosince 1780) byl francouzský šlechtic, vojevůdce a dvořan. Od mládí sloužil v armádě a bojoval v dynastických válkách 18. století. Po starším bratrovi zdědil v roce 1732 titul vévody a zároveň dvorský úřad nejvyššího stolníka. V roce 1768 byl povýšen do hodnosti maršála Francie a nakonec byl vojenským guvernérem v Paříži. Jeho dědicem byl syn Louis Hercule Timoléon de Cossé-Brissac, vévoda de Brissac (1734–1792), který byl jako stoupenec monarchie zavražděn v době francouzské revoluce. 

## Životopis

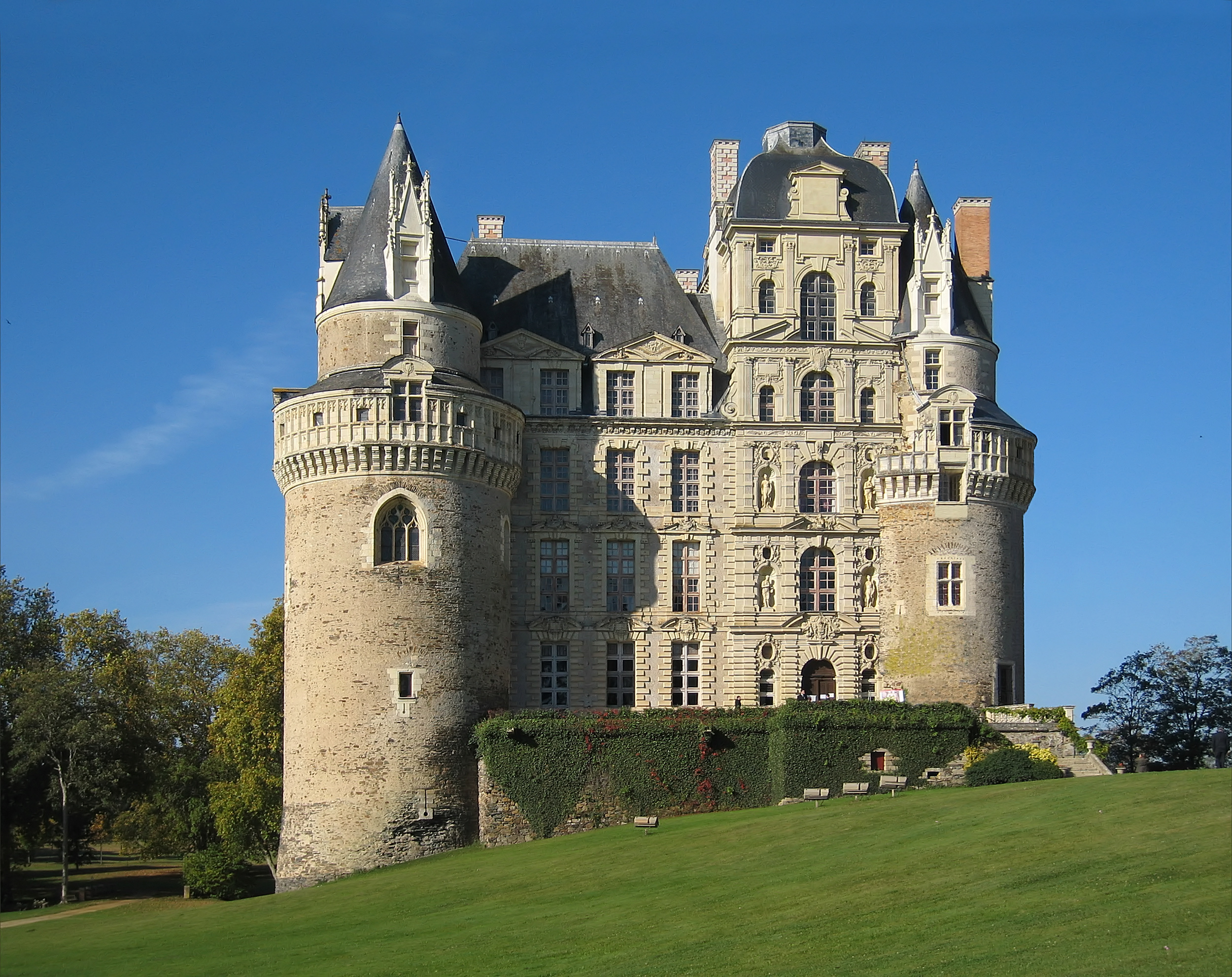
Zámek Brissac (Anjou), hlavní rodové sídlo od roku 1502

Pocházel ze starého šlechtického rodu Cossé-Brissac, narodil se jako mladší syn Artuse Timoléona de Cossé-Brissac, 5. vévody de Brissac (1668–1709), po matce Marii Louise de Béchameil (1661–1740) byl vnukem Louise de Béchameil, finančního intendanta vévody orleánského, po němž byla pojmenována bešamelová omáčka. V patnácti letech odešel na Maltu a jako řádový rytíř se stal důstojníkem maltézského loďstva. Po boku loďstva Benátské republiky se zúčastnil bojů proti Turkům (bitva na Korfu 1716) a do Francie se vrátil v roce 1717. Obdržel hodnost kapitána jezdectva a na hranicích Španělska bojoval ve válce čtverné aliance (1718–1720). V roce 1720 byl jmenován plukovníkem (mestre de camp) a od roku 1727 byl samostatným velitelem pluku. 

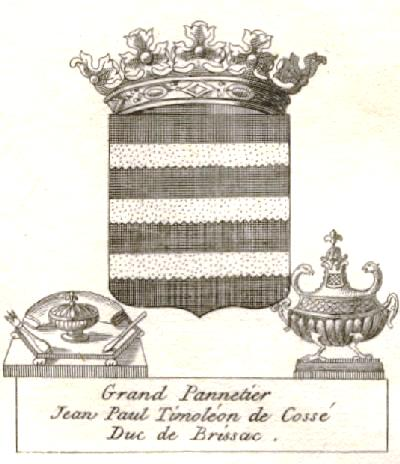
Erb vévody de Brissac s insigniemi úřadu nejvyššího stolníka

Jako mladší syn původně užíval titul hrabě de Cossé, po úmrtí staršího bratra zdědil v roce 1732 titul vévody de Brissac s právem francouzského paira, zároveň převzal dvorský úřad nejvyššího stolníka Francouzského království (Grand panetier de France). Hlavním rodovým sídlem byl zámek Brissac, který byl v majetku rodiny od roku 1502. V rámci války o polské dědictví bojoval v letech 1733–1734 v Itálii a Německu a v roce 1734 získal hodnost brigádního generála. Na začátku války o rakouské dědictví se zúčastnil francouzské okupace Čech a bojoval v bitvě u Zahájí. V roce 1743 byl povýšen do hodnosti generálmajora (maréchal de camp). V další fázi války se zúčastnil bojů ve Flandrech a na Rýně pod velením maršála de Saxe. V roce 1748 získal hodnost generálporučíka (Lieutenant-Général des Armées du Roi). Jako voják naposledy aktivně bojoval za sedmileté války, zúčastnil se vítězné bitvy u Hastenbecku (1757) a v prohrané bitvě u Mindenu (1759) byl velitelem zadního voje. 
K datu 1. ledna 1768 byl povýšen do hodnosti maršála Francie a v letech 1771–1780 byl vojenským guvernérem Paříže.

## Rodina

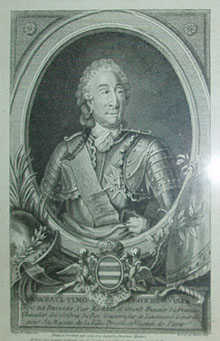
Maršál vévoda de Brissac (rytina, 1770)

V roce 1732 se v Paříži oženil s Marií Josephe Duroy de Sauroy (1716–1756), která pocházela z tzv. talárové šlechty (noblesse de robe), byla dcerou Josepha Duroye de Sauroy (1677–1752), generálního výběrčího daní ve Franche-Comté. Z manželství se narodili tři synové, Louis Timoléon, hrabě de Brissac (1733–1759) a Pierre Emmanuel, markýz de Thouarcé (1741–1756) zemřeli předčasně a bez potomstva, dědicem rodového majetku a titulu vévody byl prostřední syn Louis Hercule Timoléon (1734–1792), který po otci zároveň převzal posty nejvyššího stolníka a pařížského vojenského guvernéra.
Vévoda de Brissac měl tři bratry. Nejstarší Charles Timoléon, 6. vévoda de Brissac (1693–1732) zemřel bez potomstva, další bratr Emmanuel de Cossé-Brissac (1698–1757) byl duchovním, biskupem v Condomu (1735–1757) a královským almužníkem. Nejmladší ze sourozenců René Hugues de Cossé-Brissac, hrabě de Cossé-Brissac (1702–1754), sloužil v armádě a dosáhl hodnosti generálporučíka.